# 301 (album)
301, pubblicato nel 2012, è frutto di un lavoro di selezione di alcune tracce registrate dagli E.S.T. nel gennaio del 2007 a Sydney (in Australia) negli Studios 301, da cui il nome dell'album, in occasione dell'incisione di Leucocyte, ultimo CD che ha visto la diretta partecipazione di Esbjörn Svensson, morto il 14 giugno 2008.

## Brani
1. Behind the stars – 3:44
2. Inner city, city lights – 11:48
3. The left lane – 13:37
4. Houston, the 5th – 3:34
5. Three Falling Free Part I – 5:49
6. Three Falling Free Part II – 14:30
7. The Childhood Dream – 8:02

## Formazione
- Esbjörn Svensson – pianoforte, elettronica, radio transistor
- Dan Berglund – contrabbasso, elettronica
- Magnus Öström – batteria, elettronica, voci